# .aw
Pour les articles homonymes, voir AW.

.aw est le domaine de premier niveau national (country code top level domain : ccTLD) réservé à l'île d'Aruba. Il a été introduit en 1996.